# Kallia Papadaki
Kallia Papadaki (Didymoteicho, 1978) és una guionista i escriptora grega.
Nascuda a Didymoteicho, va créixer a Tessalònica. Ha estudiat Ciències Econòmiques al Bard College i a la Universitat de Brandeis (EUA), i cinematografia a l'Escola de Cinema de Stavrakos a Grècia, l'Escola de Cinematografia d'Atenes. Com a escriptora, la seva col·lecció de relats curts Ο ήχος του ακάλυπτου: Έξι κοινόχρηστες ιστορίες (El so del pati comú: sis històries d'ús comú) (2009) va guanyar el premi Revelació de la revista Diavazo. El seu segon llibre, Λεβάντα στο Δεκέμβρη (Espígol al desembre) (2011), fou una col·lecció de poesia. El seu tercer llibre, la novel·la Δενδρίτες (Dendrites) (2015), fou guardonada amb el premi a la millor autora jove Clepsidra, i també va ser premiada amb el Premi de Literatura de la Unió Europea. Tant els seus relats breus com els seus poemes han estat publicats en antologies i revistes literàries internacionals. Com a guionista professional, l'any 2010 va rebre l'International Balkan Fund Script Development Award pel seu primer guió, September, que va rebre una beca Nipkow a Berlín i es va estrenar al 48è Festival Internacional de Cinema de Karlovy Vary. Rivers és el seu segon guió de llargmetratge.